# Érondelle
Érondelle là một thị trấn ở tỉnh Somme trong vùng Hauts-de-France, Pháp.

## Địa lý
Érondelle is Xã này tọa lạc trên đường D218e, bên hai bờ sông Somme, khoảng 9 km (5,6 mi) về phía đông nam của Abbeville.

## Dân số
| 1962                                                           | 1968 | 1975 | 1982 | 1990 | 1999 |
| -------------------------------------------------------------- | ---- | ---- | ---- | ---- | ---- |
| 319                                                            | 321  | 362  | 412  | 424  | 434  |
| Số liệu điều tra dân số từ năm 1962, dân số không tính hai lần |      |      |      |      |      |